# سلاح الجو السلطاني العماني
تشكل سلاح الجو السلطاني العُماني في 1 مارس 1959م، حيث كانت به ثلاث طائرات تدريب (بروفست) وطائرتا نقل (بايونير) فقط تعمل على مهبط صغير في بيت الفلج، وفي عام 1961م دخلت السلاح أربع طائرات (بيفر) ، تبعتها في عام 1967م اثنا عشر طائرة (باك سترايك ماستر) ، ومنذ أن تولى السلطان قابوس بن سعيد بن تيمور آل سعيد مقاليد الحكم في عُمان عام 1970م وسلاح الجو السلطاني العُماني يؤدي دوره الوطني المناط به في حماية أجواء الوطن، وإسناد أسلحة قوات السلطان المسلحة والمساهمة في بنائه وتنميته، وإيماناً من جلالته بهذا الدور فقد تم في العام نفسه شراء ثلاث طائرات (كاريبو) وست طائرات (سكايفان) وثـمان طائرات عمودية، وذلك لتوفير حماية للحركة اللازمة لوحدات قوات السلطان المسلحة العاملة في المناطق الجبلية، وفي عام 1971م دخلت الخدمة خمس طائرات (فيسكاونت) لتقديم الإسناد اللازم لجهود التنمية في السلطنة، وفي فبراير 1975م دخلت طائرات (الهوكرهنتر) في خدمة السلاح وأدت دوراً مهما في تقديم الإسناد الجوي القريب، وتنفيذ مهام عملياتية هامة.
لقد أدى سلاح الجو السلطاني العُماني أدواراً مهمة في خدمة البنية الأساسية للوطن إبان الحقبة الأولى من سنوات النهضة المباركة، حيث قدم خدمات الطبيب الطائر بالطائرات العمودية والتي كان لها دور بارز في جميع أنحاء السلطنة وخصوصاً المناطق التي يصعب الوصول إليها بالنقل البري، كما قدم السلاح خدمات كبيرة أثناء الكوارث الطبيعية والبحث والإنقاذ، ولا تزال تلك الخدمات التي يقدمها السلاح للمجتمع العُماني مستمرة إلى الآن.
تعد مدارس الطيران هي الركيزة الأساسية التي تقوم عليها جميع أسلحة الطيران في العالم أجمع، حيث إنها تقوم بتدريب وتأهيل الطيارين قبل أن يتم توزيعهم على الأسراب، من هذا المنطلق يعد السرب الأول بسلاح الجو السلطاني العُماني نواة تدريب وتأهيل الطيارين قبل انتقالهم إلى أسراب الطيران الأخرى، ويعد 31 ديسمبر 1979م يوماً مشهوداً في السلاح، حيث شهد انتقال سرب تدريب الطيارين (السرب الأول) وهو ميلاد مدرسة تدريب الطيارين، إذ تم تحويل طائرة (السترايك ماستر) إلى طائرة تدريب. وفي عام 1990م تم الاتفاق على شراء طائرة (برافو) السويسرية الصنع التي ساهمت في تطوير التدريب على المراحل الأولى من الطيران بعد أن كانت تعقد هذه الدورات في الخارج. وفي عام 1994م تسلم سلاح الجو السلطاني العماني ثلاث طائرات من طراز (موشاك) من جمهورية باكستان الإسلامية لتكون إلى جانب طائرات (البرافو) لتدريب المراحل الأولى من الطيران. ولمواكبة التطور العالمي في مجال تدريب الطيارين، تم في عام 1999م شراء طائرات من نوع (بي سي 9) السويسرية وهي طائرة مروحية توربينية سهلة القيادة.

## التاريخ
تشكل سلاح الجو السلطاني العماني (SOAF) مع الجنود البريطانيين والطائرات في مارس 1959، وكانت أول طائرة اثنين من رواد الطيران الاسكتلندية نقل من سلاح الجو الملكي. كانت الطائرات المسلحة رئيس المجلس لأول مرة برسيفال T52.
في عام 1968 حصل على SOAF الأولى من 24 طائرة باك سترايك ماستر المدرب ومطاردات الضوء لعملية ضد المسلحين في منطقة ظفار. في عام 1974 تم توسيع SOAF مع أوامر لبريتن نورمان المدافع، BAC احدة أحد عشر، BAC VC10 و 32 طائرة هوكر هنتر هجوم بري. في عام 1977 انضم جاكوار الدولية SOAF، تليها في 1980s من قبل بي إيه أي هوك.
على 3 أغسطس 2010 أخطرت وكالة التعاون الأمني الدفاعي الأمريكية الكونغرس من احتمال بيع 18 F-16 بلوك 50/52 لعمان في عقد بقيمة 3.5 مليار دولار أمريكي. بالإضافة إلى مقاتلين جدد، وشملت عقد تطوير القائمة 12 F-16 C / D في المخزون RAFO. في 14 ديسمبر 2011 أعلن أن عمان قد وافق على شراء مبلغ إضافي 12 F-16C 50S / D بلوك للانضمام إلى F-16S 12 C / التاءات بالفعل في الخدمة.
تم عمان تفكر في شراء إما يوروفايتر تايفون أو JAS 39 طائرة جريبن، ولكن على 21 ديسمبر 2012 تم التوقيع على اتفاق £ 2500000000 في مسقط لتوريد RAFO مع 12 مقاتلات يوروفايتر تايفون و8 BAE هوك طائرة التدريب المتقدمة الطائرات، يجب أن يبدأ التسليم بحلول عام 2017.

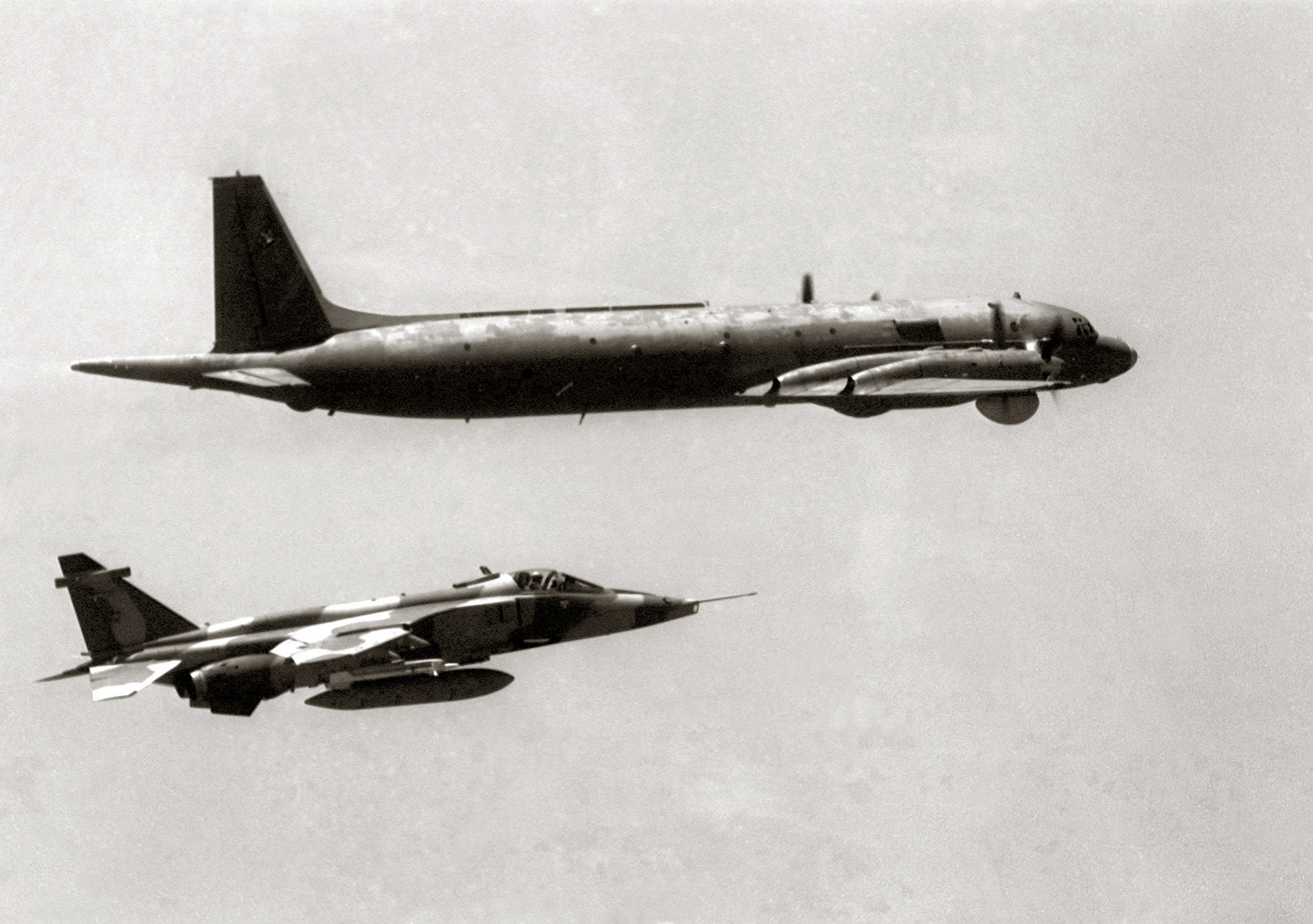
وسلاح الجو السلطاني العماني جاكوار اعتراض على ايل 38 في عام 1987.
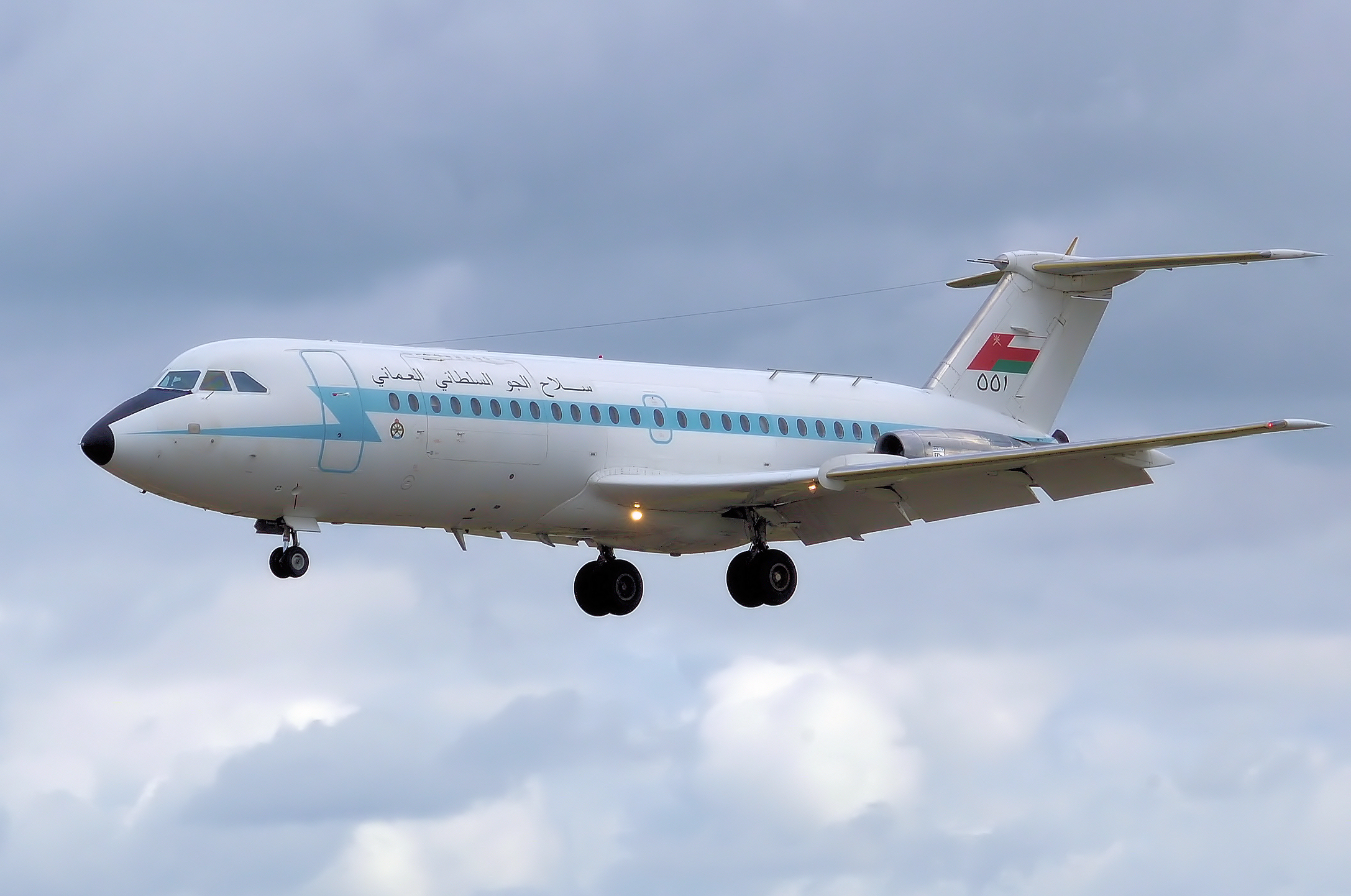
سلاح الجو الملكي عمان BAC 1-11 نموذج 485GD في RIAT 2008، المملكة المتحدة.
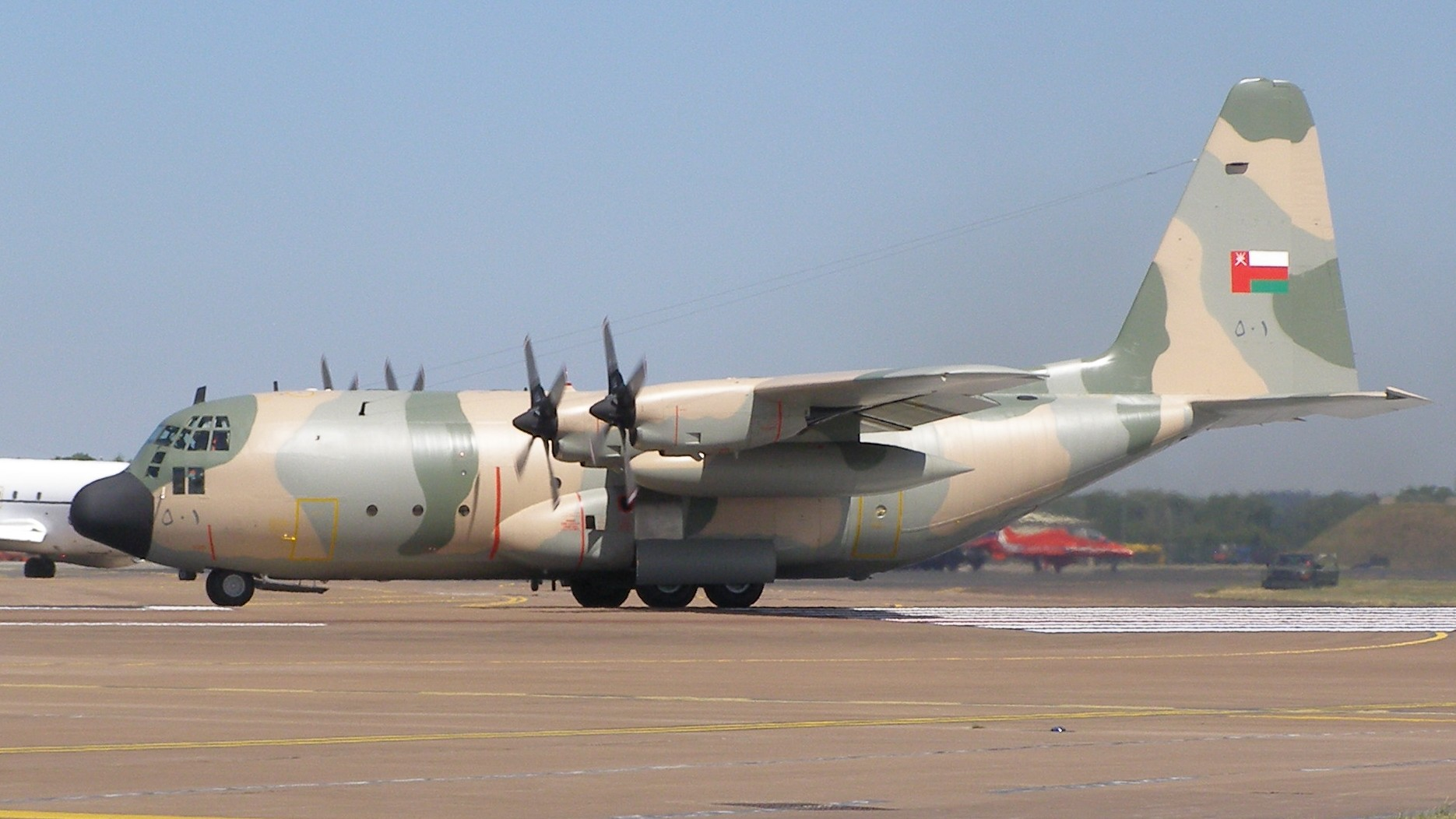
وكهيد هيركليس في RIAT 2010
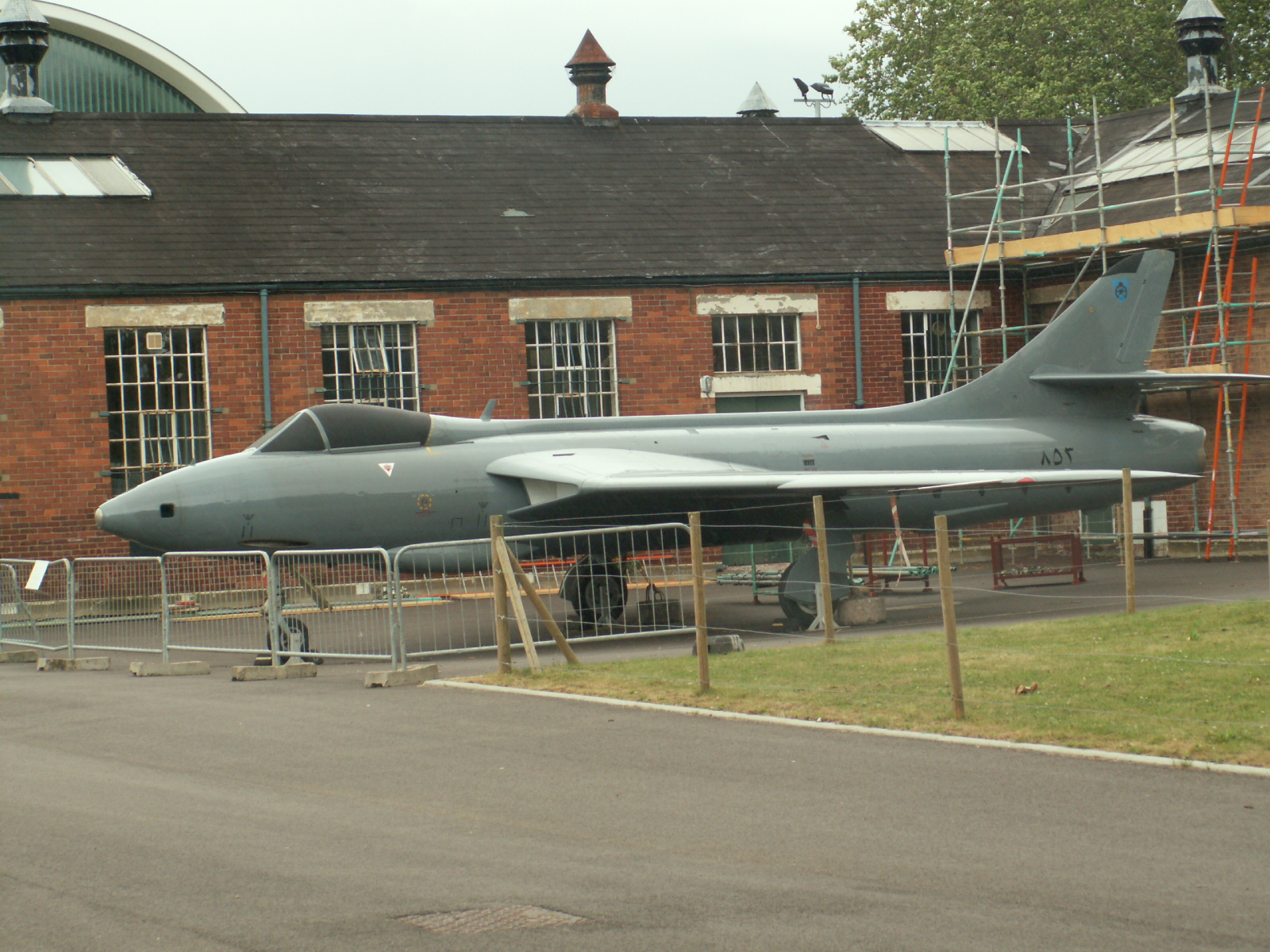
عمان سلاح الجو الملكي هوكر هنتر في متحف سلاح الجو الملكي البريطاني في هيندون
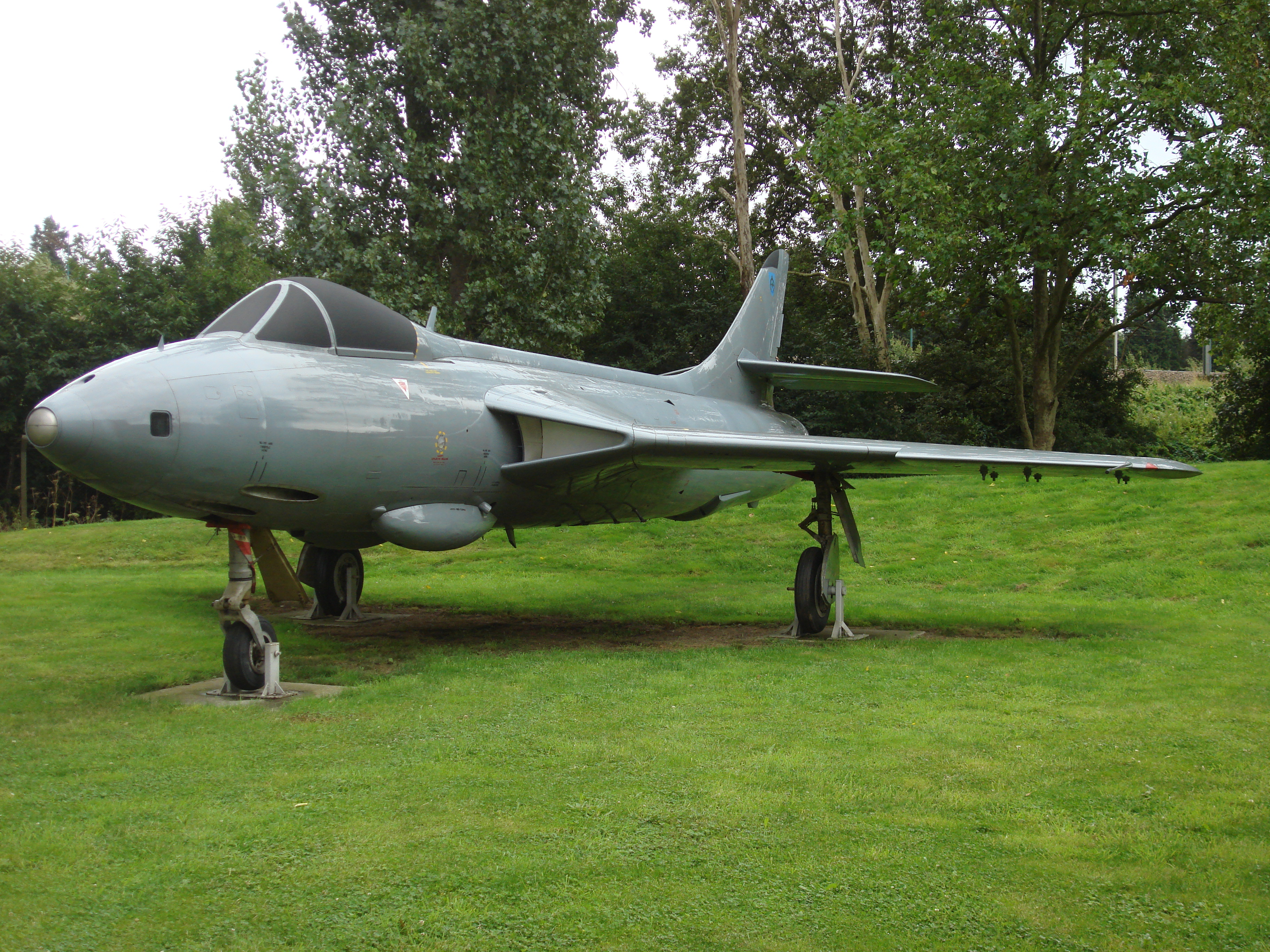
هوكر هنتر سايدلي FR10 في متحف سلاح الجو الملكي البريطاني في لندن. هذه الطائرة خدم سابقا كجزء من سلاح الجو السلطاني العماني
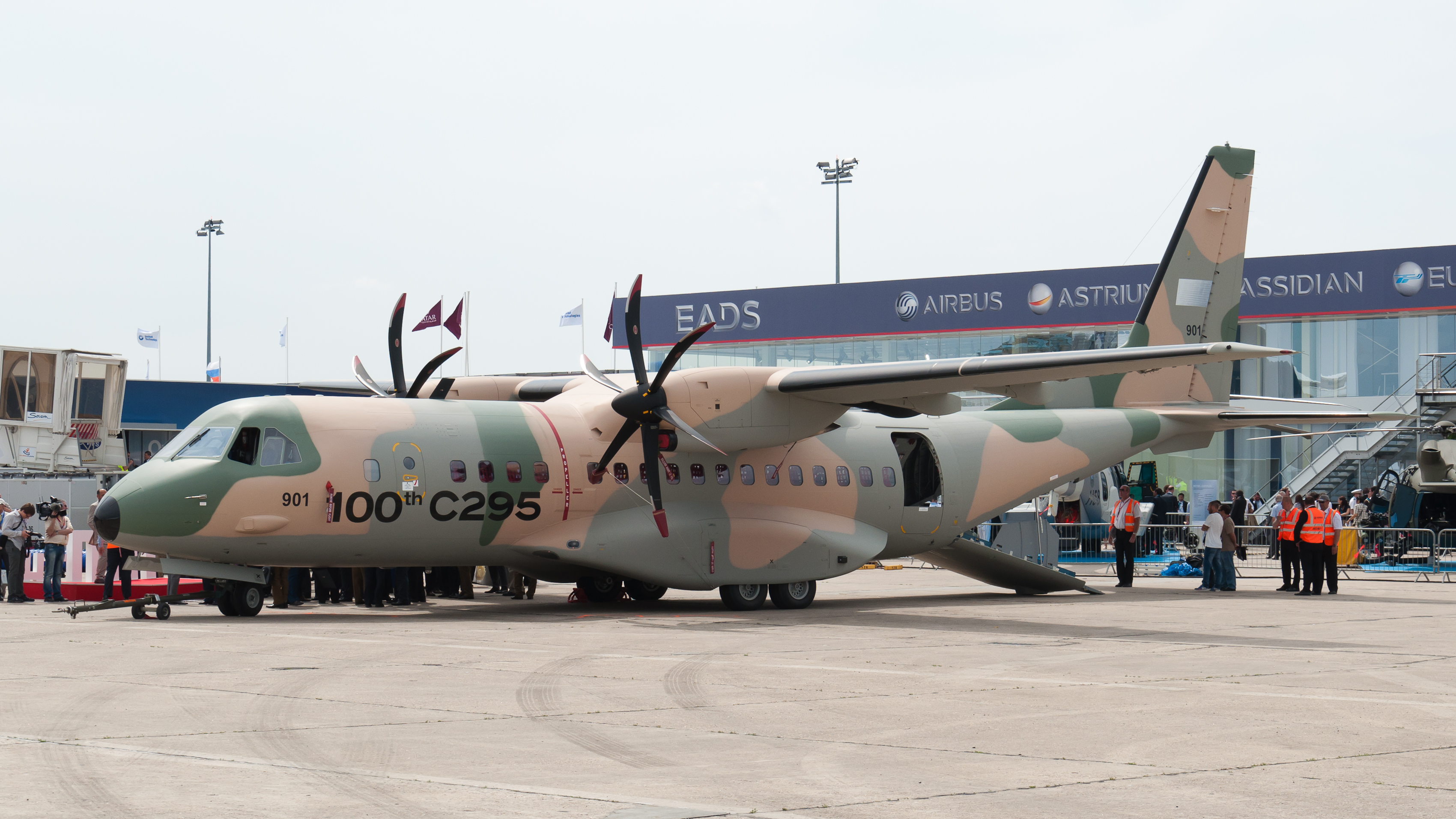
EADS CASA C-295 تابعة لسلاح الجو السلطاني العماني في معرض باريس للطيران 2013.

## المعدات
| الطائرات القوية               | المنشأ                | نوع                          | إصدارات             | في خدمة | الملاحظات |
| ----------------------------- | --------------------- | ---------------------------- | ------------------- | ------- | --- |
| إف-16 فايتينغ فالكون          | USA                   | Fighter                      | F-16C/D             | 24      | An initial batch of 12 aircraft were ordered, one of which was lost in a crash on 22 September 2013, killing its pilot. An additional 12 aircraft were ordered (1 of which has been delivered) |
| SEPECAT Jaguar S/B            | UK                    | Ground Attack                | Jaguar S/B          | 22      | A total of 27 SEPECAT Jaguar delivered. Two lost to crash on 11/9/2013 after a Mid-Air collision killing one pilot and the other ejected but sustained injuries.                               |
| يوروفايتر تايفون              | UK                    | Fighter                      | Eurofighter Typhoon | 24      | 12 on order. Manufacturing will begin in 2014 with delivery expected in 2017. |
| بي أيه إي هوك                 | UK                    | Fighter                      | Hawk 203            | 11      | |
| سي-130 هيركوليز               | USA                   | Tactical Transport           | C-130H C-130J-30    | 3 1     | 2 more ordered in August 2010. |
| دورنير دو 228                 | GER                   | Light Transport              | Do 228-100          | 2       | |
| إيرباص إيه 320CJ              | EU                    | Transport                    | A320CJ              | 2       | |
| إيادس كاسا سي-295             | SPA                   | Transport                    | C-295               | 5       | |
| إيادس كاسا سي-295             | SPA🇪🇸                 | Persuader                    | C-295 Persuader     | 3       | |
| شورت سي إس 7 سكاي فان         | UK                    | Light Transport              | Skyvan 3M           | 12      | to be replaced by C-295 |
| بي أيه إي هوك                 | UK                    | Advanced Jet Trainer         | Hawk 103            | 4       | A total of 5 delivered, including 1 ex-Canadian. |
| بي أيه إي هوك                 | UK                    | Advanced Jet Trainer         | Hawk 128            |         | 8 on order. |
| باك إم إف آي-17 مشكاك         | PAK                   | Traine                       |                     | 7       | 8 delivered. |
| بيلاتوس بي سي-9M              | قالب:بيانات بلد Swiss | Trainer                      | PC-9M               | 12      | delivered 1999-2000 |
| بيل 204/205                   | إيطاليا               | Search and Rescue Helicopter | AB205A-1            | 21      | To be retired and replaced with NH90 and Lynx Mk 120. A total of 37 delivered and 3 on loan from Iran.                                                                                         |
| أغستاوستلاند إيه دبليو 139    | إيطاليا               | Helicopter                   | AW139               | 10      | 10 purchased for شرطة عمان السلطانية aviation wing. |
| بيل 206                       | USA                   | Helicopter                   | Bell 206            | 5       | 7 delivered. |
| Bell 214\214ST                | USA                   | Utility Helicopter           | Bell 214 Bell 214ST | 5 6     | |
| يو إتش-1 إركويس               | USA                   | Helicopter                   | HH-1H               | 20      | |
| يوروكوبتر إيه إس 550 فنك      | FRA                   | Helicopter                   | AS 550              | 3       | Delivered To Omani Royal Flight. |
| يوروكوبتر إي سي 225 سوبر بوما | EU                    | Helicopter                   | EC 225              | 6       | Delivered to Omani Royal Flight. |
| إن إتش-90                     | EU                    | Helicopter                   |                     | 11      | 8 to be delivered, The RAFO have up to now ordered 20 NH90 TTH in order to replace its fleet of aging AB205A/206/212/214.                                                                      |
| ويستلاند لينكس                | UK                    | Helicopter                   | Super Lynx Mk. 120  | 15      | 16 Delivered from 2004. 1 lost to crash 2006.08.18. |
| Bell429                       | 🇺🇸 USA                | Helicopter                   | Bell429             | 5       | 2017 |
| Total                         |                       |                              |                     | 247+    | |

### صواريخ من الجو إلى الجو
- 70 إم بي دي إيه R.550 ماجيك
- 550 AIM-9P \ L سايد
- 50 AIM-120 امرامي
- 310 AIM-9M سايد

### صواريخ من الجو إلى الأرض
- 20 بوينغ هاربون D
- 80 AGM-65D \ G مافريك

### القنابل
- BL-755
- GBU-31 \ 38
- (84) JDAM (GBU-13 \ 32)
- Paveway الثاني (150) (GBU-10 \ 12 \ 16)
- CBU-97 SFW 350 (50)

### إلكترونيات الطيران \ حاضن
- 2 TARS
- 7 قناص AN-AAQ-33
- AN-ALE-47
- AN-ALQ-211
- خوذة الطيار JHMCS
- Topowl
- TWE
- 12 AN الرادارات \ APG-66 طائرة مقاتلة (لجنرال دايناميكس إف-16 فايتينغ فالكون C \ D)

### الهدف طائرات بدون طيار
- 53 TTL BTT-3 الشؤم

### رادارات
- AR-15
- 4X S-713 مارتيلو 3-D
- 2X S-600
- 1X حارس

### الطائرات التاريخية

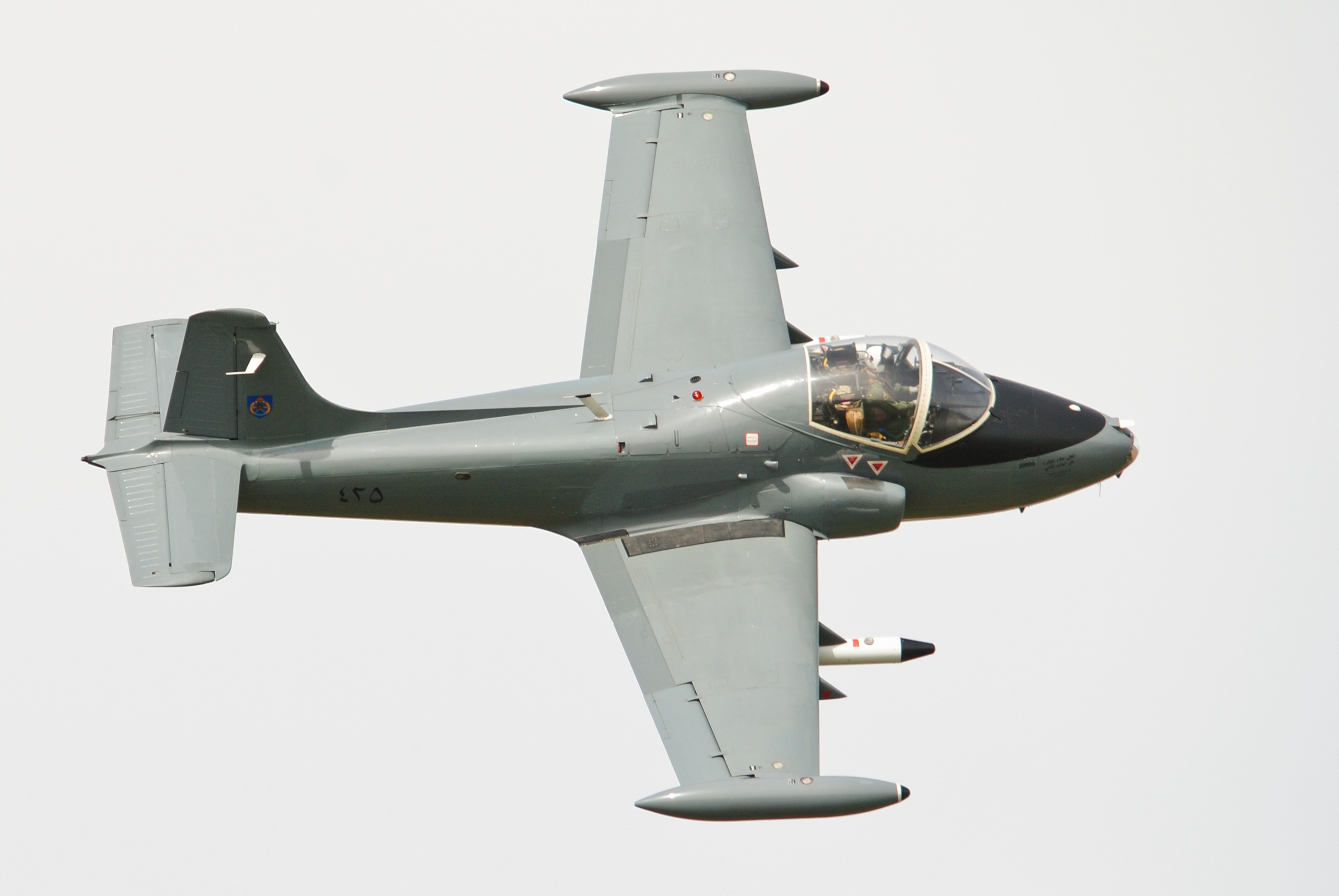
باك 167 سترايك ماستر مر 82A في مخطط سلطان عمان لون سلاح الجو في عام 2013 شوروم للطيران.

- 33 هوكر هنتر FGA.73 \ 73A \ 73B، FR10، T.66
- 4 دوغلاس C-47 داكوتا
- 5 دي هافيلاند كندا DHC-2 بيفر
- 6 دي هافيلاند كندا DHC-4 كاريبو
- 4 دي هافيلاند كندا DHC-5D بافالو